# WTPN
Koordinaten: 43° 36′ 28″ N, 90° 53′ 24″ W
WTPN oder WTPN-FM (Branding: „The Prayz Network“) ist ein US-amerikanischer nichtkommerzieller religiöser Hörfunksender aus Westby im US-Bundesstaat Wisconsin. WTPN sendet auf der UKW-Frequenz 103,9 MHz. Eigentümer und Betreiber ist The Salvation Poem Foundation, Inc.
The Prayz Network ging im Juni 2011 mit WTPN zum ersten Mal auf Sendung. Ein dritter Sendemast ist derweil in Planung um auch die Ortschaften und Umgebung von Black River Falls, Tomah sowie Fort McCoy mit dem Sendeprogramm bedienen zu können. Das Sendestudio befindet sich in Sparta, Wisconsin.